# Gonow GX6
Gonow GX6 — среднеразмерный внедорожник, выпускавшийся с 2005 по 2012 и с 2014 по 2016 год подразделением Gonow компании GAC Group. Является дальнейшим развитием Gonow Aoosed GX5.

## Первое поколение
Производство первого поколения Gonow GX6 началось в 2005 году. Автомобили начали производиться гонконгской компанией Prado Motors Corporation, которая также производила Toyota Land Cruiser Prado. В 2008 году появилась фейслифтинговая версия, получившая индекс GX6-2. Внутреннее обозначение — 3B.

## Второе поколение
Gonow GX6 второго поколения впервые был представлен в апреле 2014 года на Пекинском автосалоне под названием Gonow GA6470 Concept. Серийная версия оснащалась 2,4-литровым двигателем Mitsubishi 4G69S4N в паре с пятиступенчатой механической трансмиссией.
Передняя часть напоминает Range Rover Evoque. Остальная часть дизайна основана на Gonow GX5 с дополнительной двухцветной покраской. Цены варьируются от 109800 до 146800 юаней.
Боковые части напоминают Toyota Fortuner AN50.